# Libertas (stowarzyszenie)
Libertas – istniejące w latach 2008-2010 paneuropejskie stowarzyszenie założone przez Irlandczyka Declana Ganleya. Głównym celem stowarzyszenia była budowa paneuropejskiej partii politycznej, zdolnej odnieść sukces w wyborach do Parlamentu Europejskiego. Główne punkty programu Libertas to zwalczanie biurokracji (którą ugrupowanie uważa w UE za nadmierną) oraz "działania na rzecz ograniczenia deficytu demokracji w Unii Europejskiej". Partia wystawiła kandydatów we wszystkich 27 krajach UE w wyborach do Parlamentu Europejskiego w 2009.

## Historia
Początki stowarzyszenia związane były z irlandzkim referendum z 2008 roku, przed którym Declan Ganley zaangażował się w kampanię na rzecz odrzucenia traktatu lizbońskiego. Organizacja została 30 października 2008 zarejestrowana w Irlandii jako partia polityczna pod nazwą "The Libertas Party Limited". W styczniu 2009 Ganley dwukrotnie odwiedził Polskę, celem budowy struktur Libertas. 2 lutego 2009 otworzył pierwsze polskie biuro Libertas z siedzibą w Warszawie.
1 maja 2009 w Rzymie odbył się pierwszy europejski kongres stowarzyszenia, którego gościem honorowym w części naukowej był Lech Wałęsa. Powiedział on, że taka siła jak Libertas jest potrzebna w PE oraz wyraził uznanie dla intelektu i wielu pomysłów lidera ruchu Ganleya. Nie udzielił jednak poparcia ruchowi, ze względu na odmienną wizję Unii Europejskiej. Na zjeździe obecnych było także ponad 100 delegatów związanych z Libertas Polska, m.in. Artur Zawisza i Daniel Pawłowiec.
Ugrupowanie uzyskało tylko jeden mandat w wyborach do Parlamentu Europejskiego w 2009 w całej Europie, a sam lider ruchu Declan Ganley wycofał się z polityki. W kwestii dalszego istnienia ruchu Libertas Ganley zapowiedział przeprowadzenie konsultacji z aktywistami partii we wszystkich krajach UE. Sam lider ruchu uznał, że jego wizja UE poniosła klęskę i jest za tym, by rozwiązać Libertas lub zrezygnować z jednego ogólnoeuropejskiego lidera. Jedynym kandydatem startującym z listy stowarzyszenia, który uzyskał mandat w PE, został Francuz Philippe de Villiers.
We wrześniu 2010 roku stowarzyszenie zostało rozwiązane.